# Kõrgessaare
Kõrgessaare – okręg miejski w Estonii, w prowincji Hiuma, ośrodek administracyjny gminy Kõrgessaare.